# Uva (Vimioso)
Uva ist ein Ort und eine ehemalige Gemeinde (Freguesia) im portugiesischen Kreis Vimioso. Die Gemeinde hatte 131 Einwohner (Stand 30. Juni 2011).
Am 29. September 2013 wurden die Gemeinden Uva, Algoso und Campo de Víboras zur neuen Gemeinde União das Freguesias de Algoso, Campo de Víboras e Uva zusammengeschlossen.